# ويليم دي بير
ويليم دي بير (بالإنجليزية: Willem de Beer)‏ هو منافس ألعاب قوى جنوب أفريقي، ولد في 14 مارس 1988 في بريتوريا في جنوب أفريقيا.

## وصلات خارجية
- ويليم دي بير على موقع الاتحاد الدولي لألعاب القوى (الإنجليزية)
- ويليم دي بير على موقع اللجنة الأولمبية الدولية (الإنجليزية)
- ويليم دي بير على موقع أوليمبيديا (الإنجليزية)